# Ma lo vuoi capire?
Ma lo vuoi capire? è il terzo singolo del cantautore italiano Tommaso Paradiso, pubblicato il 16 aprile 2020.

## Video musicale
Il videoclip è stato pubblicato il 21 aprile 2020 sul canale YouTube del cantante.

## Successo commerciale
In Italia il brano è stato il 55º più trasmesso dalle radio nel 2020.

## Classifiche
| Classifica (2020) | Posizione massima |
| ----------------- | ----------------- |
| Italia            | 4                 |